# Drinking Crude
Drinking Crude è un film del 1997, diretto da Owen McPolin.

## Trama
Paul Kelliher decide di lasciare l'Irlanda rurale con il sogno di trovare fortuna a Londra. Qui lo scozzese Al Russell offre a Paul un lavoro come operaio, che impone però il ritorno in Irlanda. Tornato a casa Paul scopre che il lavoro consiste nel pulire giganti serbatoi di petrolio, e prende in considerazione l'idea di iscriversi al college come alternativa alla vita da operaio.